# Wijnrode astrild
De wijnrode astrild of wijnrode amarant (Lagonosticta larvata vinacea) is een ondersoort die tot de familie van de prachtvinken (Estrildidae) behoort. De herkomst is West-Afrika, met name Senegal en Guinee-Bissau.

## Uiterlijk
De keel en de wangen zijn zwart, de bovenzijde en de nek zijn donkergrijs. De vleugels zijn dofbruin met een klein beetje grijs. De staart is dofbruin met felrood. De rug, borst en buik zijn wijnrood met aan de flanken een aantal witte vlekjes. De totale lengte van kopje tot staartpuntje is 11 centimeter.

## Verzorging
Het is een aardig vogeltje dat geschikt is voor een gemengd gezelschap in een volière, maar is in Nederland niet gemakkelijk te verkrijgen. De wijnrode amarant moet gevoederd worden met klein geel milletzaad, eigeel, kleine meelwormen en levende miereneieren.  
Schoon drinkwater, grit en maagkiezel moeten vanzelfsprekend altijd ter beschikking staan.